# Ivan Vilela
Ivan Vilela (Itajubá, 28 de agosto de 1962) é um compositor, arranjador, pesquisador, professor e violeiro brasileiro. Ivan Vilela é professor da Escola de Comunicações e Artes da Universidade de São Paulo (ECA). Em 2010, a TV Cultura exibiu o especial Ivan Vilela sobre o instrumentista. Desde 2001 é diretor da Orquestra Filarmônica de Violas.

## Biografia
Ivan Vilela é o caçula de uma família de onze filhos. Quando tinha 11 anos, Ivan ganhou de seu pai um violão. O primeiro professor de violão foi, em 1973, Amaury Vieira, em Itajubá. Iniciou sua carreira artística aos 18 anos, integrando o Grupo Pedra e depois o Grupo Água Doce, que faziam pesquisa das raízes da música mineira. Em 1989, se mudou para Campinas. Em 1995, assumiu a viola caipira como instrumento solo. Desde 1996, realiza apresentações no exterior – Espanha, França, Inglaterra, Itália e Portugal . Trabalha há mais de 20 anos com pesquisa de cultura popular. 

### Formação educacional
Cursou a faculdade de História antes de ingressar no curso de Composição musical da Universidade Estadual de Campinas (UNICAMP), onde conclui o bacharelado em Artes, Composição Musical em 1994, e o mestrado em Composição Musical em 1999. Obteve o doutorado em Psicologia Social pela Universidade de São Paulo, com a tese Uma história social da música caipira em 2011.

## Premiações e outras indicações
1998 - Foi indicado para o Prêmio Sharp na categoria Revelação Instrumental pelo CD "Paisagens". 

## Apresentações nacionais e internacionais como solista
Em 2009, o instrumentista participou de apresentação solo com a Orquestra de Câmara Villa-Lobos. Entre as peças tocadas estão O sertão, paisagens, Armorial de Ivan Vilela, e Prelúdio das bachianas nº 4 de Heitor Villa-Lobos".

### Livros
- Vilela, Ivan. Cantando a Própria História: Música Caipira e Enraizamento. São Paulo: EDUSP. 328 páginas. ISBN 978-85-314-1446-6